# دروغوبيتش
دروهوبيتش (Дрогобич) هي مدينة في مقاطعة تارغوفيستي في أوكرانيا.
يبلغ عدد سكانها حوالي 78498 نسمة.

## توأمة
لدروغوبيتش اتفاقيات توأمة مع:
- بيطوم (5 ديسمبر 2011 - )

## أعلام
- إيرين فريش
- فواديسواف تارنوفسكي
- دايفيد هوروويتز
- فيكتور فيكسيلبيرغ
- يوري دروبيتش